# Isleria
Isleria es un género de aves paseriformes perteneciente a la familia Thamnophilidae que agrupa a dos especies nativas de la cuenca amazónica en América del Sur. Son conocidas popularmente como hormigueritos.

## Etimología
El nombre genérico femenino «Isleria» homenajea a los ornitólogos estadounidenses Morton L. Isler y Phyllis R. Isler.

## Lista de especies
Según la clasificación del Congreso Ornitológico Internacional (IOC, versión 7.2, 2017)  y Clements Checklist v.2016, el género agrupa a las siguientes especies con el respectivo nombre popular de acuerdo con la Sociedad Española de Ornitología (SEO):
- Isleria hauxwelli (Sclater, PL, 1857) - hormiguerito de Hauxwell;
- Isleria guttata (Vieillot, 1824) - hormiguerito ventrirrufo.

## Taxonomía
Los resultados de análisis de filogenia molecular densamente ejemplificados de la familia Thamnophilidae, realizados por Bravo et al (2012), confirmaron que las especies Myrmotherula guttata y M. hauxwelli eran solamemente parientes distantes de otras especies de Myrmotherula, y mostraron que son hermanas del género Thamnomanes. Debido a que los niveles de divergencia fenotípica, ecológica y comportamental entre guttata-hauxwelli y Thamnomanes no garantizarían incluir estas dos especies en un género Thamnomanes ampliado, fue descrito el género Isleria para Isleria guttata e I. hauxwelli. La propuesta aprobada N° 518 al South American Classification Committee (SACC) reconoció el nuevo género.